# Đường sắt Addis Ababa - Djibouti
Đường sắt Addis Ababa - Djibouti là một tuyến đường sắt khổ đường sắt tiêu chuẩn quốc tế liên kết Addis Ababa với cảng Djibouti, cung cấp Ethiopia không giáp biển lối ra biển. Hơn 95% thương mại của Ethiopia qua Djibouti, chiếm 70% các hoạt động tại cảng Djibouti. Tuyến đường sắt khổ tiêu chuẩn này thay thế tuyến đường ray Ethio-Djibouti rộng một mét đầu tiên được người Pháp xây dựng giữa năm 1894 và năm 1917.
Tuyến đường sắt được xây dựng giữa năm 2011 và năm 2016 bởi Tập đoàn Đường sắt Trung Quốc và Tổng công ty Xây dựng Dân dụng Trung Quốc. Tài trợ cho tuyến đường sắt mới gồm có Ngân hàng Xuất Nhập khẩu Trung Quốc, Ngân hàng Phát triển Trung Quốc và Ngân hàng Công thương Trung Quốc. Có tổng cộng 4 tỷ USD đã được đầu tư vào tuyến đường sắt này. Công tác thử nghiệm bắt đầu vào tháng năm 2016, và vận hành thường lệ được dự kiến bắt đầu vào năm 2017. Phần Ethiopia hoàn thành đã được khánh thành vào ngày 05 tháng 10 năm 2016, và toàn bộ tuyến đường ray đã được khai hoàn chỉnh hoàn tất vào ngày 10 tháng 1 năm 2017, khi một buổi lễ được tổ chức tại nhà ga xe lửa Nagad để khánh thành phần Djibouti. 